# Comté de Mason (Michigan)
Pour les articles homonymes, voir Comté de Mason.
Le comté de Mason (Mason County en anglais) est à l'ouest de la péninsule inférieure de l'État du Michigan, sur la rive du lac Michigan. Son siège est à Ludington. Selon le recensement de 2000, sa population est de 28 274 habitants.

## Géographie
Le comté a une superficie de 3 216 km², dont 1 282 km² en surfaces terrestres.

### Comtés adjacents
- Comté de Manistee (nord)
- Comté de Lake (est)
- Comté de Newaygo (sud-est)
- Comté d'Oceana (sud)